# Gottlieb Ludwig Wilhelm Grapow
Gottlieb Ludwig Wilhelm Grapow (* 2. März 1787 in Neustettin; † 22. Oktober 1874 in Breslau) war ein preußischer Generalmajor.

## Leben

### Herkunft
Er war der Sohn des Bauinspektors Philipp Wilhelm Grapow (1745–1830) und dessen Ehefrau Sophie, geborene Weihe († 1801).

### Militärkarriere
Grapow trat am 17. Juni 1808 als Kanonier in die Schlesischen Artilleriebrigade der Preußischen Armee ein und avancierte bis Ende April 1811 zum Sekondeleutnant. Während der Befreiungskriege erwarb er das Eiserne Kreuz II. Klasse. Nach dem Krieg wurde er am 24. Juni 1815 Premierleutnant und am 23. Mai 1816 Brigadeadjutant. Mit der Beförderung zum Kapitän folgte am 30. März 1817 eine Verwendung als Adjutant der 2. Artillerie-Inspektion, bevor Grapow am 11. April 1818 in die Adjutantur versetzt wurde. Am 17. März 1830 kam er in die 2. Artillerie-Brigade nach Kolberg und wurde am 12. Februar 1831 zum Artillerieoffizier vom Platz ernannt. In dieser Stellung stieg Grapow Mitte April 1833 zum Major, bevor er am 10. November 1833 als 5. Stabsoffizier in die 4. Artillerie-Brigade kam. Zugleich war er ab dem 30. März 1836 auch Mitglied der Artillerieprüfungskommission. Am 25. Juni 1836 erfolgte mit der Rückversetzung in die 2. Artillerie-Brigade seine Ernennung zum Kommandeur der III. Abteilung und bis März 1843 avancierte er zum Oberstleutnant. Am 27. Februar 1844 wurde er dann der Brigade aggregiert, blieb aber Mitglied der Artillerieprüfungskommission und der Prüfungskommission für Premierleutnants der Artillerie. Am 31. März 1846 bekam er die Beförderung zum Oberst und unter Verleihung des Charakters als Generalmajors nahm Grapow am 10. Juni 1850 seinen Abschied mit Pension. Anlässlich der Krönung von König Wilhelm I. wurde ihm am 18. Oktober 1861 der Rote Adlerorden III. Klasse mit Schleife verliehen. Er starb am 22. Oktober 1874 in Breslau.
In seiner Beurteilung aus dem Jahr 1843 stand: „Ein recht wissenschaftlich gebildeter Stabsoffizier, von guter moralischer Führung. Bei all seinem lobenswerten Eifer und der damit verbundenen Tätigkeit im Dienste bleibt ihm doch eine größere Gewandtheit vor der Truppe zu wünschen. In Behandlung seiner Untergebenen zeigt er nicht jederzeit den richtigen Takt.“

### Familie
Grapow heiratete am 11. März 1816 in Schweidnitz Henriette Müller (1796–1862). Deren Sohn Paul Grapow (1831–1875) wurde Kapitän zur See und Kommandant der Gedeckten Korvette Elisabeth und heiratete 1859 Elisabeth Henriette Bertha Simon (1841–1884). Deren Sohn Max (1861–1924) wurde deutscher Admiral und am 18. September 1915 in den erblichen preußischen Adelsstand erhoben.